# Micrantha mirabilis
Micrantha mirabilis är en fjärilsart som beskrevs av William Schaus 1904. Micrantha mirabilis ingår i släktet Micrantha och familjen nattflyn. Inga underarter finns listade i Catalogue of Life.